# Леслі (Мічиган)
Леслі (англ. Leslie) — місто (англ. city) в США, в окрузі Інгем штату Мічиган. Населення — 1927 осіб (2020).

## Географія
Леслі розташоване за координатами 42°27′1″ пн. ш. 84°25′57″ зх. д. / 42.45028° пн. ш. 84.43250° зх. д. (42.450343, -84.432593).  За даними Бюро перепису населення США в 2010 році місто мало площу 3,34 км², з яких 3,33 км² — суходіл та 0,00 км² — водойми.

## Демографія
Згідно з переписом 2010 року, у місті мешкала 1851 особа в 690 домогосподарствах у складі 490 родин. Густота населення становила 555 осіб/км².  Було 803 помешкання (241/км²).
Расовий склад населення:
| - 96,5 % — білих - 0,9 % — чорних або афроамериканців - 0,5 % — азіатів - 0,3 % — корінних американців |

До двох чи більше рас належало 1,5 %. Частка іспаномовних становила 2,6 % від усіх жителів.
За віковим діапазоном населення розподілялося таким чином: 28,5 % — особи молодші 18 років, 61,8 % — особи у віці 18—64 років, 9,7 % — особи у віці 65 років та старші. Медіана віку мешканця становила 35,7 року. На 100 осіб жіночої статі у місті припадало 97,3 чоловіків;  на 100 жінок у віці від 18 років та старших — 91,3 чоловіків також старших 18 років.
Середній дохід на одне домашнє господарство  становив 55 497 доларів США (медіана — 45 288), а середній дохід на одну сім'ю — 58 162 долари (медіана — 46 625). Медіана доходів становила 43 250 доларів для чоловіків та 38 393 долари для жінок. За межею бідності перебувало 14,0 % осіб, у тому числі 19,6 % дітей у віці до 18 років та 6,8 % осіб у віці 65 років та старших.
Цивільне працевлаштоване населення становило 738 осіб. Основні галузі зайнятості: виробництво — 18,3 %, освіта, охорона здоров'я та соціальна допомога — 16,9 %, роздрібна торгівля — 11,8 %, публічна адміністрація — 10,4 %.